# Pschowanen
Die Pschowanen (lateinisch psouane, tschechisch Pšované) war ein westslawischer Stamm im Herrschaftsgebiet Böhmisches Becken im heutigen Tschechien.

## Lage
Mittelpunkt war die Burg Pšov (hrad Pšov) bei  Mělník am Zufluss der Moldau in die Elbe.
Benachbarte Stämme waren im Westen die Tschechen, im Nordosten und Osten die Chorvaten, sowie im Süden die Litomerizen.

## Geschichte
In der Christianslegende aus dem Ende des 10. Jahrhunderts wird in der Geschichte der hl. Ludmilla von Böhmen (um 860) deren Herkunft aus einer slawischen „Provinz Psou“ beschrieben: ex provincia Sclavorum, que Psou antiquitus nuncupabatur. Ludmillas Vater Slavibor wird dort als Fürst bezeichnet.
Obwohl nach dessen Tod das Gebiet an die böhmischen Přemysliden gefallen war, wird für das Jahr 1086 in der Chronica Boemorum des Bischofs Cosmas von Prag in der Grenzbeschreibung des Bistums Prag der Stamm der „Pschowanen“ erwähnt: „Deinde ad aquilonem hi sunt termini: Psouane, Crouati et altera Chrouati, Zlasane, Trebouane, Pobarane, Dedosize usque ad mediam silvam qua Milcianorum occurrunt termini.“